# Laura wirbelt Staub auf
Laura wirbelt Staub auf ist ein französischer Film aus dem Jahre 2002. Regie führte Claude Berri.

## Handlung
Der Tontechniker Jacques, der im sechsten Pariser Arrondissement lebt, wird von seiner Frau Constance verlassen. Sein Leben ändert sich, als er die Putzfrau Laura anstellt. Obwohl Jacques viel älter und gebildeter ist als Laura, kommen diese sich näher, als Laura ebenfalls von ihrem Freund verlassen wird. Dennoch gesteht Jacques ihr, dass er sich nicht in sie verliebt habe und sich nach seiner Frau zurücksehnt. Da Laura bei Jacques nicht genügend Arbeitsstunden hat und sie ungern in noch einer anderen Wohnung putzen möchte, kommt sie in finanzielle Schwierigkeiten und kann vorübergehend bei Jacques wohnen. Er nimmt sie zu einem Ausflug aufs Land mit, um dort seinen Freund Ralph zu treffen. Als Jacques dort zusehends Gefühle für Laura entwickelt, nimmt deren Beziehung ein jähes Ende, als Laura am Strand einen gleichaltrigen Mann kennenlernt.

## Musik
In einer in einem Pariser Jazzclub spielenden Szene treten René Urtreger (Piano), Pierre Michelot (Bass) und Daniel Humair (Schlagzeug) auf.

## Kritik
„Romantische Liebesgeschichte, in der Regie-Altmeister Claude Berri bewährte Ingredienzien Pariser Beziehungskomödien charmant miteinander verbindet“

## Nominierung
Für ihre Leistung in Laura wirbelt Staub auf war Émilie Dequenne 2003 für einen César in der Kategorie Beste Nachwuchsdarstellerin nominiert. Der Preis ging an Cécile de France.